# Élection présidentielle tunisienne de 1989
L'élection présidentielle tunisienne de 1989, la cinquième du genre à se tenir en Tunisie, est organisée le 2 avril 1989, le même jour que les législatives, conformément à l'article 57 de la Constitution tunisienne de 1959.
Il s'agit de la première présidentielle depuis 1974, Habib Bourguiba ayant été déclaré « président à vie » l'année suivante.
Zine el-Abidine Ben Ali, devenu président après le coup d'État du 7 novembre 1987, est le seul candidat en lice de cette élection anticipée. Le scrutin était alors prévu pour 1991. Les six partis reconnus de l'opposition lui apportent leur soutien, ne présentant pas de candidats contre lui. Ben Ali est élu avec 100 % des voix (99,3 % des suffrages exprimés), au nom du Rassemblement constitutionnel démocratique.

## Résultats détaillés
| Inscrits                      | Inscrits                                                           | 2 762 109 |                |        |  |  |  |
| Votants                       | Votants                                                            | 2 102 351 | 76,1 %         |        |  |  |  |
| suffrages exprimés            | suffrages exprimés                                                 | 2 087 028 |                | 99,3 % |  |  |  |
| bulletins blancs ou nuls      | bulletins blancs ou nuls                                           | 15 348    |                | 0,7 %  |  |  |  |
| Abstentions                   | Abstentions                                                        | 659 758   | 23,9 %         |        |  |  |  |
|                               |                                                                    |           |                |        |  |  |  |
|                               | Candidat Parti politique                                           | Voix      | % des exprimés |        |  |  |  |
|                               | Zine el-Abidine Ben Ali Rassemblement constitutionnel démocratique | 2 087 028 | 100 %          |        |  |  |  |
| Sources : Elections in Africa |                                                                    |           |                |        |  |  |  |